# World of Our Own
World of Our Own este al treilea album de studio al trupei irlandeze Westlife, lansat pe 12 noiembrie, 2001.
A atins locul întâi în Regatul Unit și include single-urile Uptown Girl, When You're Looking Like That, Queen of My Heart, Bop Bop Baby și World of Our Own.
Angel, o melodie a lui Sarah McLachlan, I Wanna Grow Old With You și If Your Heart's Not In It au fost auzite pe undele radio.
De asemenea, include melodia Evergreen care a devenit populară în Filipine și a fost mai târziu interpretată de Will Young.

## Melodii
1. Queen of My Heart
2. Bop Bop Baby
3. I Cry
4. Uptown Girl
5. Why Do I Love You
6. I Wanna Grow Old With You
7. When You're Looking Like That
8. Evergreen
9. World of Our Own
10. To Be Loved
11. Drive (For All Time)
12. If Your Heart's Not In It
13. When You Come Around
14. Don't Say It's Too Late
15. Don't Let Me Go
16. Walk Away
17. Love Crime
18. Imaginary Diva
19. Angel
20. Bad Girls (bonus de pe versiunile britanice si japoneze)

## Performanțele din topuri
| Țara          | Poziția | Premii               |
| ------------- | ------- | -------------------- |
| Irlanda       | 1       |                      |
| Austria       | 1       |                      |
| Filipine      | 1       |                      |
| Suedia        | 1       |                      |
| Regatul Unit  | 1       | 4 Discuri de Platină |
| Danemarca     | 3       |                      |
| Noua Zeelandă | 3       |                      |
| Norvegia      | 7       |                      |
| Belgia        | 8       |                      |
| Germania      | 8       |                      |
| Italia        | 9       |                      |
| Olanda        | 10      |                      |
| Elveția       | 19      |                      |
| Australia     | 80      |                      |